# Juan Cachón Sánchez

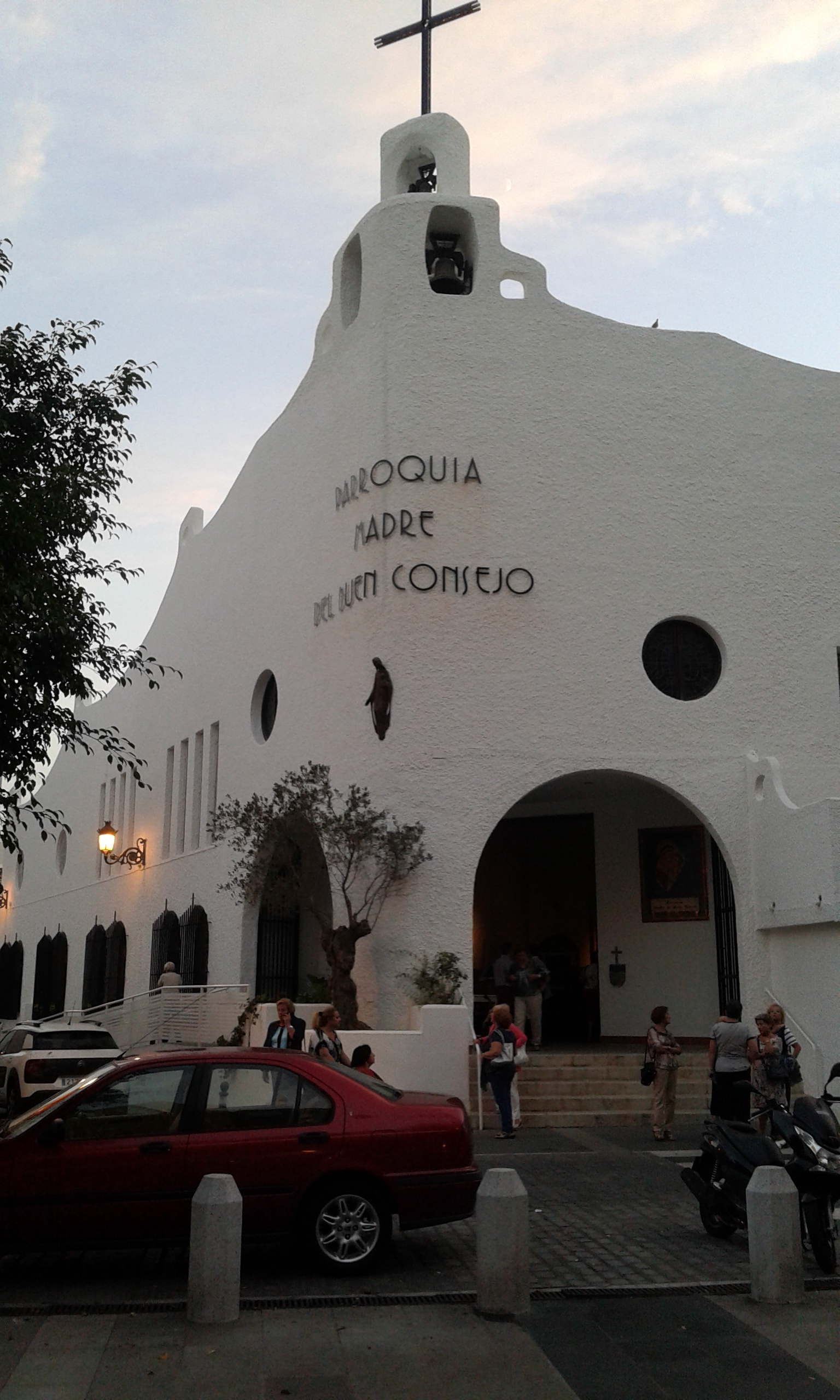

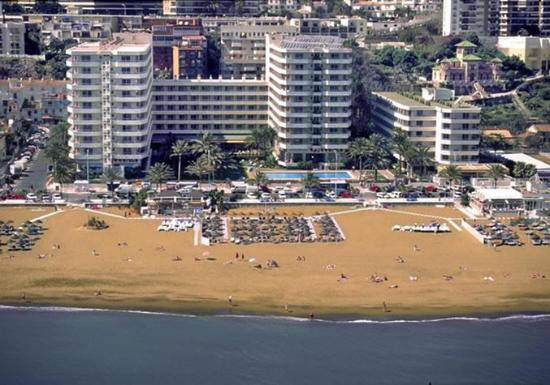

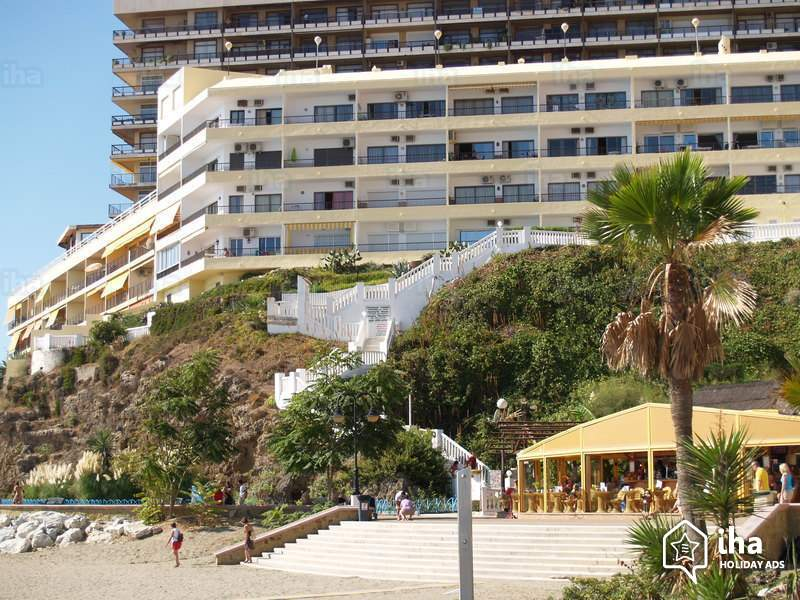

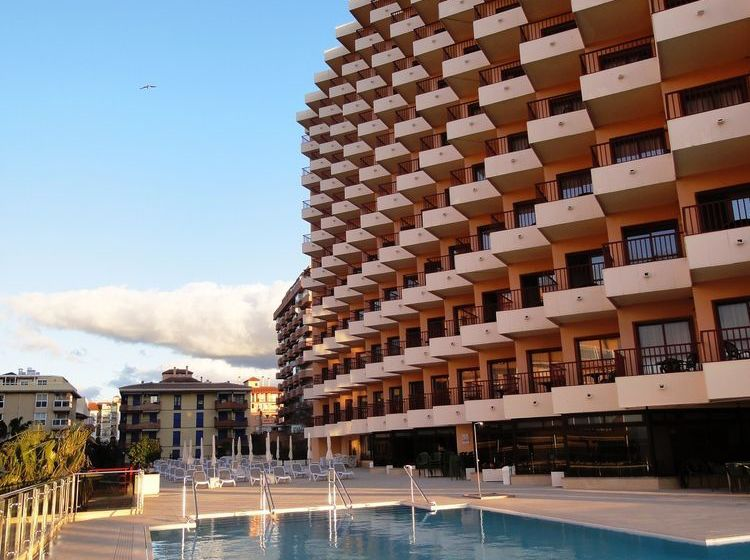

Juan Cachón Sánchez, (Madrid, 29 de julio de 1938- Málaga, 8 de febrero de 2017) fue un arquitecto y artista plástico español.

## Biografía
Ingresa en 1960 en la Escuela de Bellas Artes de San Fernando de Madrid. En 1968, obtiene el Título de Doctor Arquitecto por la E.T.S. de Arquitectura de Madrid, carrera que fue compaginando con sus estudios vocacionales de artista plástico que inclinó hacia el mundo de la pintura. 
Su vida se desarrolla paralelamente a su dualidad profesional y artística que, en la actualidad, sigue intentado conciliar.
A principios de 1969 se instala en Málaga tras ganar un concurso entre arquitectos que consiste en un proyecto para la construcción del Barrio de La Luz que, con el tiempo, se iba a convertir en uno de los barrios con mayor densidad de población de la capital (25.000 personas). En principio se trataba de un proyecto de barrio obrero que, finalmente, resultó un nuevo modelo de viviendas económicas, de calles de ancho trazado, plazas amplias, arbolado, buena construcción, etc., que superó con creces las expectativas iniciales de los promotores.
Su primera intervención en Málaga le sorprende en pleno desarrollismo de la Costa del Sol y, varios promotores de Torremolinos, le ofrecen la oportunidad de llevar a cabo proyectos que van a suponer su aportación arquitectónica al fenómeno que se desarrollaría en el municipio y que iba a tomar el nombre de “Estilo del relax o mediterráneo popular”. En esos años, el municipio costasoleño, con el hotel Pez Espada como punta de lanza, obra de los arquitectos, Juan Jáuregui Briales y Manuel Muñoz Monasterio, cuenta con un plantel de arquitectos de gran nivel como Antonio Lamela, Rafael Lahoz, Manuel Jaén, Luis A. Pagán, Ricardo Álvarez de Toledo, Fernando Rodríguez, etc.
Juan Cachón se enfrenta con entusiasmo y éxito al reto de presentar grandes proyectos hoteleros y de apartamentos que hoy en día son emblema del municipio de Torremolinos y ejemplos de estética y funcionalidad.
En el año 1974, ya muy ligado a Torremolinos, trabajó de forma altruista en el proyecto para la construcción de la iglesia Madre del Buen Consejo, un ejemplo de esa arquitectura mediterránea popular que entronca con el “estilo del relax” en que colaboraron el escultor norteamericano Hamilton Reed Armstrong y su mujer, la pintora ucraniana, Roxolana Luczakowsky. En la actualidad se van a incorporar varios cuadros de gran formato al altar mayor del pintor neoexpresionista malagueño, Jorge Rando.
En el año 1978, Cachón, realiza un Máster en Historia del Arte por la Universidad de California en Berkeley, EE. UU. y reside un tiempo en Miami donde expone en la Art Miami Gallery.
Regresa a Málaga en los 80 y alterna sus trabajos arquitectónicos con su pasión pictórica e impartiendo varias conferencias sobre cubismo y Picasso en la Escuela de Turismo de Málaga, Casa de Cultura de Fuengirola, etc.
En los últimos veinte años fue colaborador de Diario Sur y Málaga-Hoy, prensa malagueña, donde sus columnas cargadas de humor surrealista nos retrotraen a tiempos de los Mihura, Tono, Álvaro de La Iglesia, y Edgar Neville.

## Obras principales
- Hotel Príncipe Otoman (Actual Hotel Sol Príncipe), Torremolinos.
- Hotel Pontinental II, (Actual, Hotel Puente Real) Torremolinos.
- Edificio de oficinas, N-340, Torremolinos.
- Apartamentos El Bajondillo,  Torremolinos.
- Apartamentos Las Estrellas, Torremolinos.
- Apartamentos El Vigía, Torremolinos.
- Iglesia Madre del Buen Consejo, Torremolinos.
- Ampliación y reforma del Castillo de Santa Clara, Torremolinos.
- Hotel Ángela, Fuengirola.
- Apartamentos La Jábega, Fuengirola
- Barrio de La Luz, Málaga
- Edificio Sol de España, (Actual Todoluz)
- Carrefour Los Patios, Málaga

## Exposiciones
- 1978.- Exposición individual de Pintura en Art Miami Gallery.
- 1979.- Exposición individual en Art Florida Sun Gallery
- 1997.- Exposición individual de Pintura a beneficio de la Asociación Española contra el Cáncer en el club de golf Guadalhorce, Málaga.
- Exposición colectiva “X Salón de Otoño de Pintores Malagueños.”
- 1998.- Exposición individual de Pintura en los Salones del Hotel Santa Clara de Torremolinos.
- Exposición colectiva, “XI Salón de Otoño de Pintores Malagueños”.
- 1999.- Exposición colectiva, “XII Salón de Otoño de Pintores Malagueños”.
- 2.000.- Exposición individual de Pintura en la Caja Rural de Málaga.
- Exposición colectiva, “XIII Salón de Otoño de Pintores Malagueños”.
- 2001.- Exposición individual en el Centro Cultural Picasso de Torremolinos.
- 2001.- Fundación Unicaja-Málaga
- Exposición colectiva, “XIV Salón de Otoño de Pintores Malagueños”
- 2002.- Exposición colectiva “XV Salón de Otoño de Pintores Malagueños”.
- 2003.- Exposición colectiva “XVI Salón de Otoño de Pintores Malagueños”
- 2004.- Exposición colectiva “XVII Salón de Otoño de Pintores Malagueños”
- 2005.- Exposición colectiva “XVIII Salón de Otoño de Pintores Malagueños”
- 2006.- Exposición colectiva “XIX Salón de Otoño de Pintores Malagueños”

- Datos: Q27652029